# Grzegorz Lewicki (matematyk)
Grzegorz Cezary Lewicki (ur. 1957) – polski matematyk, profesor nauk matematycznych, profesor zwyczajny Uniwersytetu Jagiellońskiego.

## Życiorys
W 1976 podjął studia na Wydziale Matematyki i Fizyki Uniwersytetu Jagiellońskiego, uzyskując w 1981 magisterium. Po studiach rozpoczął pracę na Uniwersytecie Jagiellońskim, przechodząc tam wszystkie stopnie kariery akademickiej. Doktorat prowadzony przez profesora Wiesława Pleśniaka obronił w 1987, a w 1994 uzyskał habilitację. W 2004 otrzymał tytuł profesora nauk matematycznych.
W 2015 został kierownikiem Katedry Teorii Aproksymacji w Instytucie Matematyki UJ.  
Obszar jego zainteresowań naukowych stanowi teoria aproksymacji. 
Odznaczony Medalem Komisji Edukacji Narodowej (2002) oraz Krzyżem Kawalerskim Orderu Odrodzenia Polski (2017).